# 节花千里光
节花千里光（学名：Senecio nodiflorus）为菊科千里光属的植物，是中国的特有植物。分布于中国大陆的西藏、云南等地，生长于海拔3,000米至4,500米的地区，多生于多石潮牧场、岩石边以及流石滩边，目前尚未由人工引种栽培。